# 麥庫爾 (密西西比州)
麥庫爾（英語：McCool）是位於美國密西西比州阿塔拉縣的城鎮。

## 人口
根據2020年美國人口普查的數據，麥庫爾的面積為2.44平方千米，當中陸地面積為2.43平方千米，而水域面積為0.01平方千米。當地共有人口103人，而人口密度為每平方千米42人。